# Nocturne (radioprogram)
Nocturne  är ett dagligt radioprogram som spelar klassisk musik från EBU och sänds i 12 länder sedan 1998. Programmet är sex timmar långt och produceras dagligen av BBC, låtarna som spelas i programmet varvas med lokala förinspelade prat. Programmet har i Europa cirka en miljon lyssnare varje natt. Musiken består av inspelning från alla Europas radiostationer och samma spellista spelas samtidigt i alla kanaler.
I Sverige sänds programmet på Sveriges Radio P2 som får programmet i realtid från BBC via satellit. Programledare i Sverige år 2024 är: Ann Persson, Mari Tuulikari, Feras Haki och Gustaf Blix.

### Fotnoter
1. 1 2  https://www.ebu.ch/music/notturno
2. ↑  https://www.ebu.ch/groups/notturno
3. 1 2  https://sverigesradio.se/artikel/detta-ar-notturno
4. ↑  Sverige!, SVT2, 2008-11-30 18:15-18:59